# Патрисия Саран
Патрисия Саран (исп. Patricia Sarán, род. 24 февраля 1961) — аргентинская актриса, модель и певица, аргентинский секс-символ 1980-х годов, героиня светских скандалов и таблоидов. Она стала известна в своей стране благодаря телевизионной рекламе джинсов, которые она записала в лифте и вызвавшей широкий общественный резонанс из-за смелости сцен.

## Биография
Родилась 24 февраля 1961 г. в провинции Ла-Пампа (Аргентина). Гражданка Аргентины. Физические характеристики: зелёные глаза, светлые волосы. Профессия: модель и актриса, певица. Изучала право и психологию.
Начала работать в 14 лет, работала на телевидении, была на эксклюзивном контракте бренда «Fiorucci». Снялась в культовой рекламе джинс.
В настоящее время развивает сольный вокальный проект.

## Семья
Патрисия была замужем два раза. Первый брак был с психиатром, с которым она рассталась после 9 лет совместной жизни.
Второй брак был зарегистрирован 11 декабря 1997 года с Карлосом Ребуффо, одним из владельцев ресторана «Rodizio». Второй брак просуществовал 4 года и закончился судебными разбирательствами в течение 11 лет(её муж имел скрытые активы в оффшорных компаниях). После развода Патрисия потеряла обоняние из-за стресса. Карлос Ребуффо покончил жизнь самоубийством в психиатрической клинике, где он был госпитализирован.